# Magento
Маџенто (енгл. Magento) је ЦМС систем отвореног кода (енгл. Open Source) за израду веб-сајтова елекронске трговине. Мађенто је оригинално развијен од стране Вериана (енгл. Varian, Inc), приватне компаније смештене у Калвер Сити-ју у Калифорнији, уз помоћ волонтера.
Вериан објављује прву верзију програма 31. марта 2008. године под називом Бенто. Рој Рубин, бивши извршни директор Вериан компаније касније продаје значајни удео деоница компаније Ибеју, који је данас једини власник. Према истраживању спроведеном од стране „ахед-воркс“ (енгл. aheadWorks) у октобру 2014. године, Мађентов удео на маркету износи 30% међу 30 најпопуларнијих платформи за електронску трговину. Преко 250.000 трговаца широм света користи платформу Магенто Цоммерце.
Мађенто користи „Мај-ЕсКуЕл“ (енгл. MySQL) систем за управљање базама података, „PHP“ програмски језик и елементе „Зенд Фремворка“ (енгл. Zend Framework).

## Историја
Мађенто званично започиње развијање почетком 2007. године. Седам месеци касније, 31. августа, прва бета верзија је објављена. Вериен компанија која је направила Мађенто, раније је сарађивала са „Оес-Комерц“ (енгл. OsCommerce). Првобитно је планирано да се зове Бенто, међутим због проблема са „Фајлмејкер“ (енгл. FileMaker, Inc) kоји је раније већ регистровао ово име, одлучено је да буде преименован у Мађенто, микс назива Бенто и маг. Термин Маг наводно долази из класе „маг“ или чаробњак из игре Лагуми и змајеви.
У фебруару 2011. године, Ибеј објављује да је направио инвестицију у Мађенту, вредну 49% власништва компаније. Од 6-ог јуна 2011-e Ибеј поседује 100% Мађенто софтвера. Магентов извршни директор и оснивач Рој Рубин је написао на Мађентовом блогу да ће “Мађенто наставити да функионише ван Лос Анђелеса, са Јоавом Кутнером и са мном као вођама”.
Јоав Кутнер напушта Мађенто у априлу 2012. године уз изјаву да се визија Мађента променила од момента стицања због великих промена у радном тиму. Мађенто је од тада померен у „Ибеј Ентерпрајз“.

## Преглед
Мађенто пружа две различите платформе, „Мађенто Комјунити“ и „Мађенто Ентерпрајз“. Раније су постојале још две платформе, „Мађенто Професионал“ и „Мађенто Го“.

### Мађенто Комјунити
„Мађенто Комјунити“ едиција је систем отвореног кода за управљање садржајем. Свако може променити основу система. Програмер може применити основне датотеке и проширити његову функционалност додавањем нових модула које су обезбедили остали програмери. Откако је прва јавна бета верзија избачена 2007. године, „Мађенто Комјунити“ је развијана и прилагођена да би осигурала основну еКомерц платформу. Последња верзија је 1.9.1.0, која је избачена 24. новембра 2014.

### Мађенто Ентерпрајз
„Мађенто Ентерпрајз“ едиција је изведена из „Мађенто Комјунити“ едиције и има исте основне датотеке. За разлику од „Комјунити“ едиције није бесплатан, али има више карактеристика и већу функционалност. Ова верзија је дизајнирана за велика предућеца која захтевају техничку подршку са инсталацијом, коришћењем, конфигурисањем и решавањем проблема. Иако „Мађенто Ентерпрајз“ наплаћује годишње одржавање, ни „Комјунити“ ни „Ентерпрајз“ не укључују хостинг. Мађенто тим развија „Ентерпрајз“ верзију сарађујући са корисницима и трећим лицима. Последња верзија је 1.14.0.1 која је објављена 13. маја 2014. године.

### Мађенто Професионал
„Мађенто Професионал“ је изведен из „Мађенто Комјунити“ верзије, али са мањом разноликости додатних могућности. Ова верзија је намењена мањим до средње великим пословањима које захтевају техничку подршку за инсталацију, употребну и конфигурацију. Ова верзија је касније напуштена у корист „Мађенто Го“.

### Мађенто Го
„Мађенто Го“ је решење базирано на облаку И такође укључује хостинг. Објављен је Фебруара 2011-е године како би подржао мала предузећа како није имао потребе за инсталацијом. „Мађенто Го“ и даље има уграђене модуле и може додавати Мађенто проширења ради повећања функционалности, али се ипак ради о платформи са најмање могућности модификације. Последња верзија 1.1.2.3 је објављена датума 28-ог марта 2014. године. Првог јула 2014-е, објављено је да ће „Мађенто Го“ платформа бити угашена у фебруару 2015. године.

## Мађенто карактреристике
Мађенто подржава систем веб шаблона који генерише веб-странице сличног изгледа са могућности измене тема.

### Теме
Мађенто долази са основном темом која успоставља сајт електронске трговине. Ова тема је дизајнирана да омогући измењивање свих страница додавањем или едитовањем „PHP“, „ХТМЛ“ или „ЦСС“ кода. Мађенто корисници могу инсталирати теме које мењају изглед или функционалност веб-сајта. Без губитка садржаја или распореда страница, теме се могу мењати са Мађенто инсталацијама. Оне се инсталирају убацивањем одговарајућих фолдера путем „ФТП“ или „ССХ“ на бек-енд админ систем.

### Модули
Мађенто програмери су развили Мађенто додатке који надограђују његову основну функционалност. Мађенто корисници могу инсталирати ове модуле након преузимања тако што би их поставили на свој сервер или употребили Мађентов кључ за екстензије преко „Мађенто Конект менаџера“.

### Интеграција
Мађенто дозвољава корисницима да интегришу неколико различитих домена у један контролни панел и да контролишу више од једног сторефронт-а из једног администраторског панела.

## Мађенто „Имеџн еКомерц“ kонференција
Имеџн еКомерц (енгл. Imagine eCommerce) је Мађенто конференција која се одржава сваке године, почевши од 2011. Први догађај је одржан у Фебруару 2011. године у Лос Анђелесу са више од 600 Мађенто продаваца, партнера и програмера. Циљ ове конференције је размена идеја и остваривање контаката. 

## Мађенто сертификација
Постоје четири различите Мађенто сертификације. Три од њих служе како би доказали програмерску компетентност у имплементацији модула. Први (сертификовани специјалиста решења) циља пословне кориснике као што су аналитичари и пројектни менаџери. Мађенто „Фронт-енд“ програмски сертификат је фокусиран на побољшавање корисничког интерфејса (УИ) убачених апликација. Овај сертификат је повезан са шаблонима, Јаваскриптом и ЦСС језиком. Мађенто програмерски сертификат је окренут га „бек-енд“ програмерима који врше имплементацију главних модула. Плус сертификат тестира дубоко познавање и разумевање „Мађенто Ентерпрајз“ модула и његове читаве архитектуре.